# Theganopteryx flavescens
Theganopteryx flavescens är en kackerlacksart som beskrevs av Kumar och Karlis Princis 1978. Theganopteryx flavescens ingår i släktet Theganopteryx och familjen småkackerlackor. Inga underarter finns listade i Catalogue of Life.